# Astatotilapia flaviijosephi
Astatotilapia flaviijosephi és una espècie de peix de la família dels cíclids i de l'ordre dels perciformes.

## Morfologia
Els mascles poden assolir els 12,8 cm de longitud total.

## Distribució geogràfica
Es troba a la part central de la conca del riu Jordà, prop del llac Tiberiades (Israel, Jordània i Síria).